# Misiones españolas en Arizona

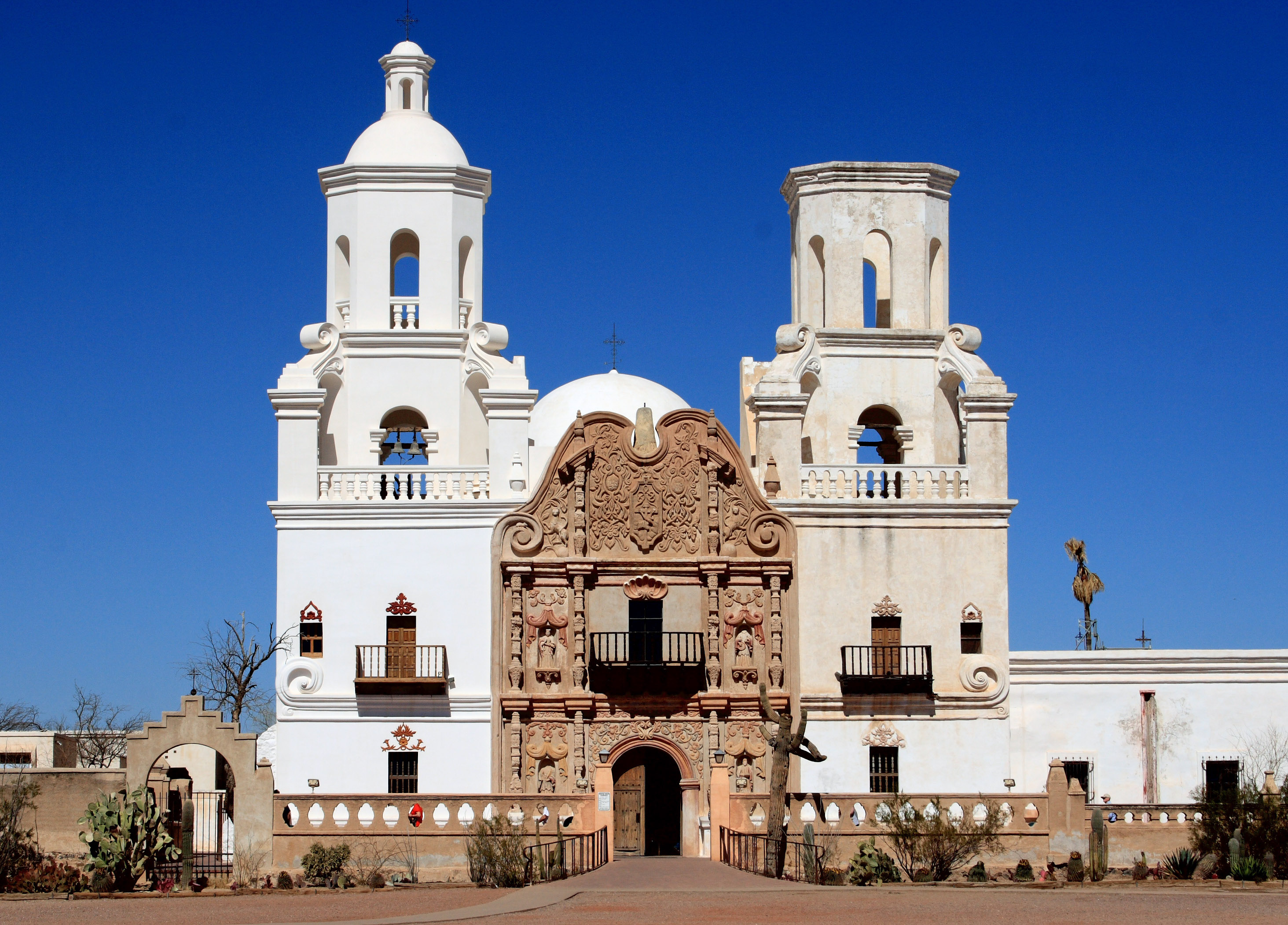
Exterior de la Misión de San Xavier del Bac (1692) cerca de Tucson

Las misiones españolas en Arizona comprenden una serie de puestos de avanzada o misiones religiosas establecidas entre 1629 y 1781 por las órdenes religiosas de los jesuitas y los franciscanos del Imperio español en Arizona, EE. UU.

## Historia
La primera fase de las misiones establecidas en Arizona hace referencia a la provincia española de Santa Fe de Nuevo México, con capital en Santa Fe (actual Nuevo México). Se produjo en la región de los indios Hopi, en la zona de influencia del río Pequeño Colorado. Estas misiones fueron San Francisco de Oraibi, San Bernardo de Aguatubi y San Bartolomé de Shingopovi, propiciadas por la orden franciscana. Sin embargo, fueron abandonadas en 1680 por la revuelta de los indios Pueblo.

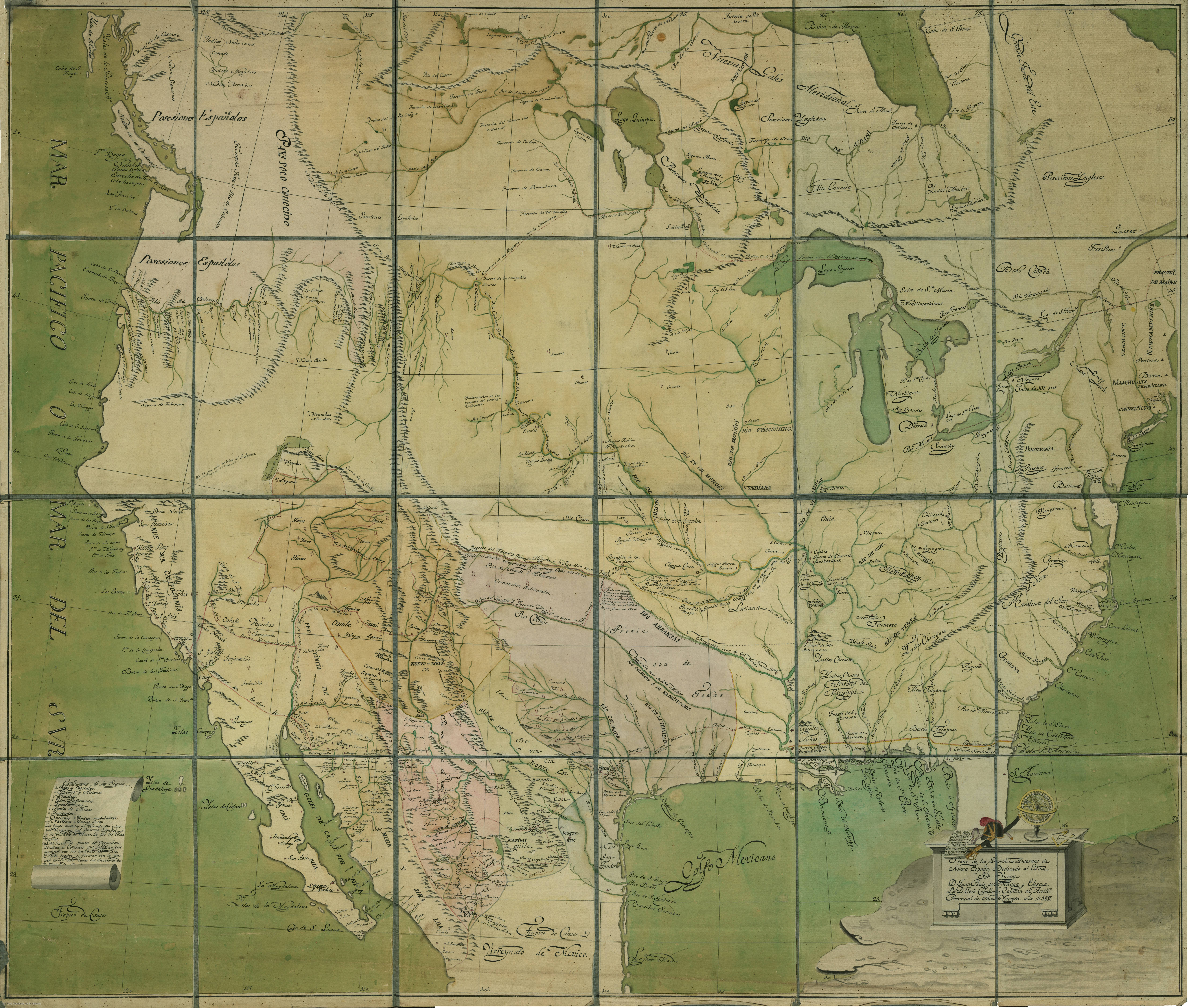
Provincias Ynternas de Nueva España (1817)

La evangelización de los indígenas de la región de Pimería Alta corresponde a la segunda etapa de las misiones de Arizona, tuvo lugar a partir de finales del siglo XVII y fue propiciada por los jesuitas. El padre Eusebio Kino fue la figura más destacada en la exploración y fundación de misiones propiciadas por la orden de los jesuitas en los actuales estados de California, Arizona en Estados Unidos y los de Baja California y Sonora en México. El inicio de las misiones jesuíticas del desierto de Sonora, donde se encuentran las actuales misiones de Arizona, se sitúa en la primavera de 1687 cuando fray Eusebio Francisco Kino se adentró en la región de Pimería Alta (tierra alta de los pimas) de Nueva Vizcaya que abarcaba los actuales Sonora (México) y Arizona (Estados Unidos). Kino fundó más de veinte misiones en Norteamérica. El clima, los largos caminos de aprovisionamiento y la condición de región fronteriza septentrional supuso que en Arizona la evangelización avanzara lentamente, siendo apoyada por la ampliación al norte del sistema de presidios. El padre Kino fundó las misiones San Xavier y San Gabriel en las comunidades pimas de Bac y Guevavi a lo largo de la río Santa Cruz.

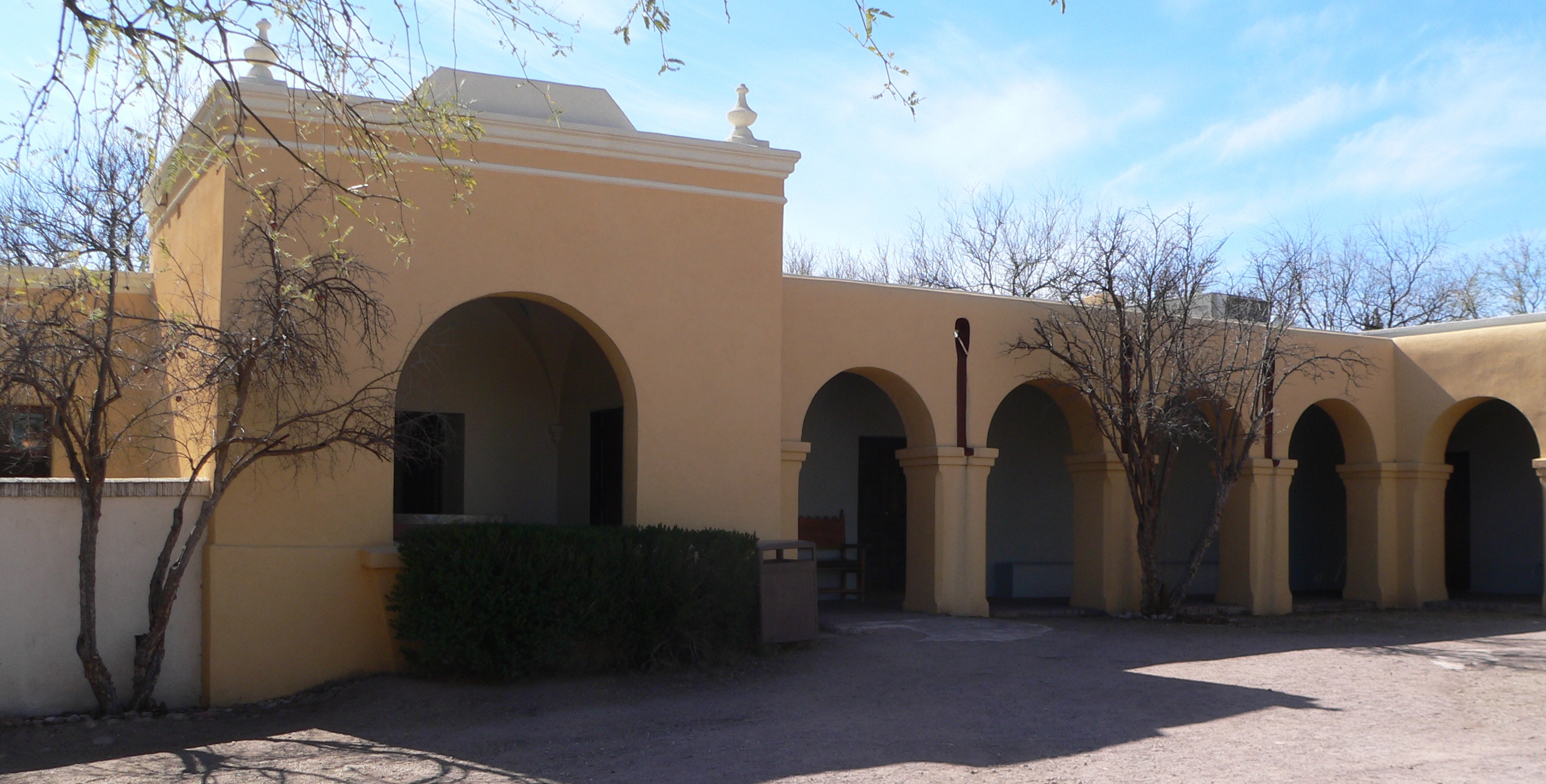
Museo de las misiones de Arizona en Tumacácori (1691)

Los presidios de Arizona para el apoyo a las misiones y rancherías se establecieron en el siglo XVIII, y fueron, entre otros, el presidio Real de San Agustín del Tucsón (Tucson), Terrenate (condado de Cochise) y San Ignacio de Tubac (condado de Santa Cruz). La expulsión de los jesuitas de la monarquía Hispánica tuvo lugar en 1768, pasando las misiones a ser administradas por la orden franciscana. Con la independencia de México en 1821 la región pasó a soberanía mexicana. En 1848 el tratado de Guadalupe Hidalgo supuso la anexión de Arizona a los EE. UU. y la Venta de la Mesilla de 1852 la definitiva anexión de esta región sureña de Arizona a los Estados Unidos.
El museo del Parque Histórico Nacional de Tumacácori (condado de Santa Cruz), alberga el museo de las misiones. Cuatro de las misiones de Arizona tienen la catalogación de Hito Histórico Nacional de Arizona: San Xavier del Bac, Tumacacori y las ruinas de Los Santos Ángeles de Guevavi y San Cayetano de Calabazas 

## Misiones
Franciscana:
- Misión de San Francisco de Oraibi (1629–1680)
- Misión de San Bernardo de Aguatubi (1629–1680)
- Misión de San Bartolomé de Shungópove (1629–1680)

Jesuitas (Franciscanas tras 1768):
- Misión de San Cayetano de Tumacácori 1691–1751
- Misión de Los Santos Ángeles de Guevavi (1691–1775).
- Misión de San Xavier del Bac (1692–1770, 1783–1837, 1859–hoy).
- Misión de San Cayetano de Calabazas (1756–1786)
- Misión de San José de Tumacácori (1757–1848)
- Misión de San Agustín del Tucson (1768–1828)
- Misión Puerto de Purísima Concepción (1780-1781)
- Misión de San Pedro y San Pablo de Bicuñer 1781

## Cronología de las misiones
| N.º | Nombre                                  | Ubicación aproximada | N.º | Nombre                                           | Ubicación aproximada |
| --- | --------------------------------------- | -------------------- | --- | ------------------------------------------------ | -------------------- |
| 1   | Misión San Francisco de Oraibi          | Oraibi               | 6   | Misión San Xavier del Bac                        | Tucson               |
| 2   | Misión San Bernardo de Aguatubi         | Awatovi              | 7   | Misión San Cayetano de Calabazas                 | Tumacacori           |
| 3   | Misión San Bartolomé de Shungópove      | Second Mesa          | 8   | Misión San José de Tumacácori                    | Tumacacori           |
| 4   | Misión San Cayetano de Tumacácori       | Tumacacori           | 9   | Misión San Agustín del Tucson                    | Tucson               |
| 5   | Misión Los Santos Ángeles de Guevavi    | Tumacacori           | 10  | Misión Puerto de Purísima Concepción (1780-1781) | Yuma                 |
| 11  | Misión San Pedro y San Pablo de Bicuñer | Yuma                 |     |                                                  |                      |